# 阿代尔顿 (1983年)
小阿代尔顿·若泽·多斯桑托斯（葡萄牙語：Adaílton José dos Santos Filho，1983年4月14日—），生于薩爾瓦多，最後效力邁阿密足球會。

## 生涯
2008年8月，艾達頓與山度士續約至2009年12月，在2010年2月加盟錫永。2012年7月11日加盟中超球队河南建业

## 榮譽
- 巴希亞州聯賽: 1999, 2000, 2002, 2003
- Nordeste盃: 1999, 2003
- 世青盃: 2003

## 連結
- Adailton's profile, stats & pics
- Adailton – 法國職業足球聯賽数据 – 支持法语（已存档）
- Profile at Santos FC （葡萄牙文）